# Břetislav Chrastina
Břetislav Chrastina (25. května 1901 Hodonín – 11. června 1971 Vítkov) byl československý voják a příslušník výsadku Spelter.

## Život

### Mládí
Narodil se 25. května 1901 v Hodoníně. Otec František byl velkostatkář a majitel cihelny, matka Marie, za svobodna Mariková byla v domácnosti. Měl jednoho bratra. Po prodeji nemovitostí se rodina přestěhovala do Valašského Meziříčí. Zde absolvoval obecnou školu a začal studovat gymnázium. Poté, co krátce vedl rodinný velkostatek se po vzniku Československa dobrovolně zapojil do bojů proti Maďarům na jižním Slovensku. Zde byl raněn.

### Vojenská služba
V roce 1920 byl z armády propuštěn. Složil maturitu a poté v letech 1920 až 1922 absolvoval Vojenskou akademii v Hranicích. Nejprve nastoupil v hodnosti podporučíka k pěšímu pluku do Košic. V červenci 1924 byl na vlastní žádost přeložen k letectvu a absolvoval pozorovatelský kurz leteckého učiliště v Chebu. U leteckého pluku T. G. Masaryka v Praze-Kbelích sloužil nejprve jako spojovací důstojník a poté jako velitel letek. V roce 1927 se stal držitelem platného výškového leteckého rekordu. Začátkem roku 1930 odešel v hodnosti nadporučíka z armády.

### Třicátá léta
Stal se se svým spolumajitelem velkostatku v Povážské Bystrici. 28. června 1930 se oženil s Leontinou Wittochovou, manželství bylo ale po pěti letech rozvedeno jako bezdětné. Po rozporech s otcem v roce 1935 začal podnikat v Praze. V roce 1937 dokončil studium právnické fakulty a začal pracovat jako koncipient v právní kanceláři. Krátce nato si podal žádost o vstup ke státní policii. Byl přijat v roce 1938 a službu vykonával v Náchodě. Během mobilizace sloužil u leteckého pluku v Hradci Králové. Poté se vrátil zpět k policii. Od té odešel v dubnu 1939 a znovu nastoupil k právní kanceláři v Praze.

### V exilu
V noci ze 17. na 18. června 1939 opustil u Bohumína s dalšími letci protektorát směrem do Polska. Přes tábor v Malých Bronovicích se koncem června dostal do Francie. Zahájil sice letecký výcvik v Chartes, ten ale ze zdravotních důvodů nedokončil. Sloužil jako výpomoc na československém konzulátu. 30. září byl prezentován u československého zahraničního vojska v Agde a zařazen k 1. pěšímu pluku. Zúčastnil se bojů o Francii a po jejím pádu byl evakuován do Anglie.
V Anglii byl nejprve zařazen k 1. pěšímu pluku jako velitel roty a poté jako důstojník u kulometné roty. 28. října 1941 byl povýšen na kapitána pěchoty. Od 10. května do 18. května 1942 prodělal paradesantní výcvik a od 22. srpna do 19. září 1942 sabotážní kurz. 12. července 1943 byl jmenován velitelem nově vzniklé paraskupiny Spelter. Od 12. července 1943 do 4. února 1944 prodělal tělovýchovný kurz, parakurz, výcvik u SIS, kurz mikrofotografie a konspirační cvičení v Londýně. Výcvik zakončil dalším tělovýchovným kurzem. 7. března 1944 byl povýšen na štábního kapitána pěchoty.

### Nasazení
Společně s ostatními příslušníky desantu byl vysazen po půlnoci 5. května 1944 poblíž Kramolína u Třebíče. Při následném přesunu ztratil při brodění v řece boty. Byl denervován a protože nechtěl zdržovat ostatní se od jednotky odloučil, přičemž stanovil nové místo setkání. Na kontaktních adresách neuspěl a přes Brno se v srpnu 1944 dostal na Slovensko. Podařilo se mu kontaktovat odbojovou organizaci Flóra a přes ni se dostal do styku s velením SNP. Přes povstaleckou vysílačku informoval o svém osudu Londýn. Ve funkci velitele roty se účastnil SNP a po jeho potlačení působil jako velitel průzkumného odřadu u partyzánské brigády M. R. Štefánika.
Začátkem roku 1945 se se svou jednotkou přidal k I. čs. armádnímu sboru a byl jmenován zástupcem lyžařského praporu a poté velitelem náhradního praporu.

### Po válce
Po osvobození se přihlásil na MNO a podal hlášení. 15. července odešel na vlastní žádost z činné služby. V srpnu 1945 bylo proti němu zahájeno trestní stíhání pro trestný čin svévolného opuštění jednotky. 23. srpna téhož roku byl povýšen do hodnosti majora pěchoty.
V civilu pracoval jako advokát a v roce 1946 se znovu oženil. V roce 1950 byl zatčen a 27 měsíců vězněn na Mírově. V roce 1953 bylo jeho manželství jako bezdětné rozvedeno. Po propuštění pracoval v dělnických profesích (např. jako ohýbač železa), teprve v roce 1960 se vrátil k povolání advokáta, které vykonával do roku 1968. Závěr života prožil v domově důchodců.

## Vyznamenání
- 1940 –  Československý válečný kříž 1939
- 1940 –  Croix de guerre
- 1944 –  Pamětní medaile československé armády v zahraničí se štítky Francie a Velká Británie
- 1945 –  druhý Československý válečný kříž 1939